# Droga krajowa B180 (Austria)
Droga krajowa B180 (Reschenstraße) – droga krajowa w południowej Austrii. Jedno-jezdniowa arteria prowadzi doliną rzeki Inn od miejscowości Landeck aż do dawnego przejścia granicznego z Włochami, gdzie spotyka się z tamtejszą drogą SS40. Droga na wielu odcinkach jest bezkolizyjna i przeznaczona wyłącznie dla samochodów (oznaczona znakiem D7).